# Curtis Cheek
Curtis Cheek (ur. 15 lutego 1958 w Huntsville, zm. 24 grudnia 2024 w Las Vegas) – amerykański brydżysta z tytułem World Master (WBF).

## Wyniki brydżowe
W światowych zawodach zdobył następujące lokaty:
| Mistrzostwa Świata. Konkurencja teamów | Mistrzostwa Świata. Konkurencja teamów | Mistrzostwa Świata. Konkurencja teamów | Mistrzostwa Świata. Konkurencja teamów | Mistrzostwa Świata. Konkurencja teamów | Mistrzostwa Świata. Konkurencja teamów |
| Rok                                    | Miejsce                                | Zawody                                 | Kategoria                              | Drużyna                                | Pozycja                                |
| -------------------------------------- | -------------------------------------- | -------------------------------------- | -------------------------------------- | -------------------------------------- | -------------------------------------- |
| 2010                                   | Filadelfia                             | 13 Seria Mistrzostw Świata             | Open                                   | Gordon                                 | 33                                     |
| 2009                                   | São Paulo                              | 39 Mistrzostwa Świata Teamów           | Trans                                  | Mark Gordon                            | 18                                     |
| 2006                                   | Werona                                 | 12 Mistrzostwa Świata                  | Open                                   | Berg                                   | 17                                     |
| 2005                                   | Estoril                                | 37 Mistrzostwa Świata Teamów           | Trans                                  | O’Rourke                               | 61                                     |
| 2003                                   | Mentona                                | 1 Otwarte Mistrzostwa Europy           | Open                                   | O’Rourke                               | 42                                     |
| 2003                                   | Mentona                                | 1 Otwarte Mistrzostwa Europy           | Miksty                                 | O’Rourke                               | 5                                      |
| 2002                                   | Montreal                               | 11 Mistrzostwa Świata                  | Open                                   | O’Rourke                               | 33                                     |
| 2000                                   | Southampton                            | 34 Mistrzostwa Świata Teamów           | Trans                                  | O’Rourke                               | 6                                      |
| 1998                                   | Lille                                  | 10 Mistrzostwa Świata                  | Open                                   | Gunnell                                | 33                                     |
| 1996                                   | Rodos                                  | 1 Mistrzostwa Świata Teamów Mikstowych | Miksty                                 | Cheek                                  | 34                                     |
| 1994                                   | Albuquerque                            | 9 Mistrzostwa Świata                   | Open                                   | Rotman                                 | 5                                      |

| Mistrzostwa Świata. Konkurencja par | Mistrzostwa Świata. Konkurencja par | Mistrzostwa Świata. Konkurencja par | Mistrzostwa Świata. Konkurencja par | Mistrzostwa Świata. Konkurencja par | Mistrzostwa Świata. Konkurencja par |
| Rok                                 | Miejsce                             | Zawody                              | Kategoria                           | Partner                             | Pozycja                             |
| ----------------------------------- | ----------------------------------- | ----------------------------------- | ----------------------------------- | ----------------------------------- | ----------------------------------- |
| 2010                                | Filadelfia                          | 13 Mistrzostwa Świata               | Miksty                              | Lynn Deas                           | 10                                  |
| 2010                                | Filadelfia                          | 13 Mistrzostwa Świata               | Open                                | Joe Grue                            | 45                                  |
| 2006                                | Werona                              | 12 Mistrzostwa Świata               | Miksty                              | Lynn Deas                           | 67                                  |
| 2006                                | Werona                              | 12 Mistrzostwa Świata               | Open                                | Joe Grue                            | 103                                 |
| 2002                                | Montreal                            | 11 Mistrzostwa Świata               | Open                                | Billy Miller                        | 55                                  |
| 2002                                | Montreal                            | 11 Mistrzostwa Świata               | Miksty                              | Hjordis Eythorsdottir               | 50                                  |
| 1998                                | Lille                               | 10 Mistrzostwa Świata               | Miksty                              | Hjordis Eythorsdottir               | 136                                 |
| 1998                                | Lille                               | 10 Mistrzostwa Świata               | Open                                | Billy Miller                        | 41                                  |
| 1994                                | Albuquerque                         | 9 Mistrzostwa Świata                | Open                                | Dennis Sorensen                     | 30                                  |

## Klasyfikacja
- Curtis Cheek – klasyfikacja WBF (ang.)